# Serge Brignoni
Pour les articles homonymes, voir Brignoli.
Serge Brignoni, né à San Simone (Vacallo) le 12 octobre 1903 et mort à Zollikofen le 6 janvier 2002, est un peintre, graveur et sculpteur suisse. 

## Biographie
Élève de Victor Surbek (en) puis de l'Académie des arts de Berlin, il s'installe à Paris en 1923. Il étudie à l'Académie de la Grande Chaumière et travaille à l'Atelier 17. Il y rencontre Alberto Giacometti et Picasso parmi d'autres avant-gardistes. Il commence en 1926 à collectionner des œuvres africaines puis élargit le champ de ses collections à l'art mélanésien et indonésien. 
Il expose au Salon des indépendants en 1927 et 1928.

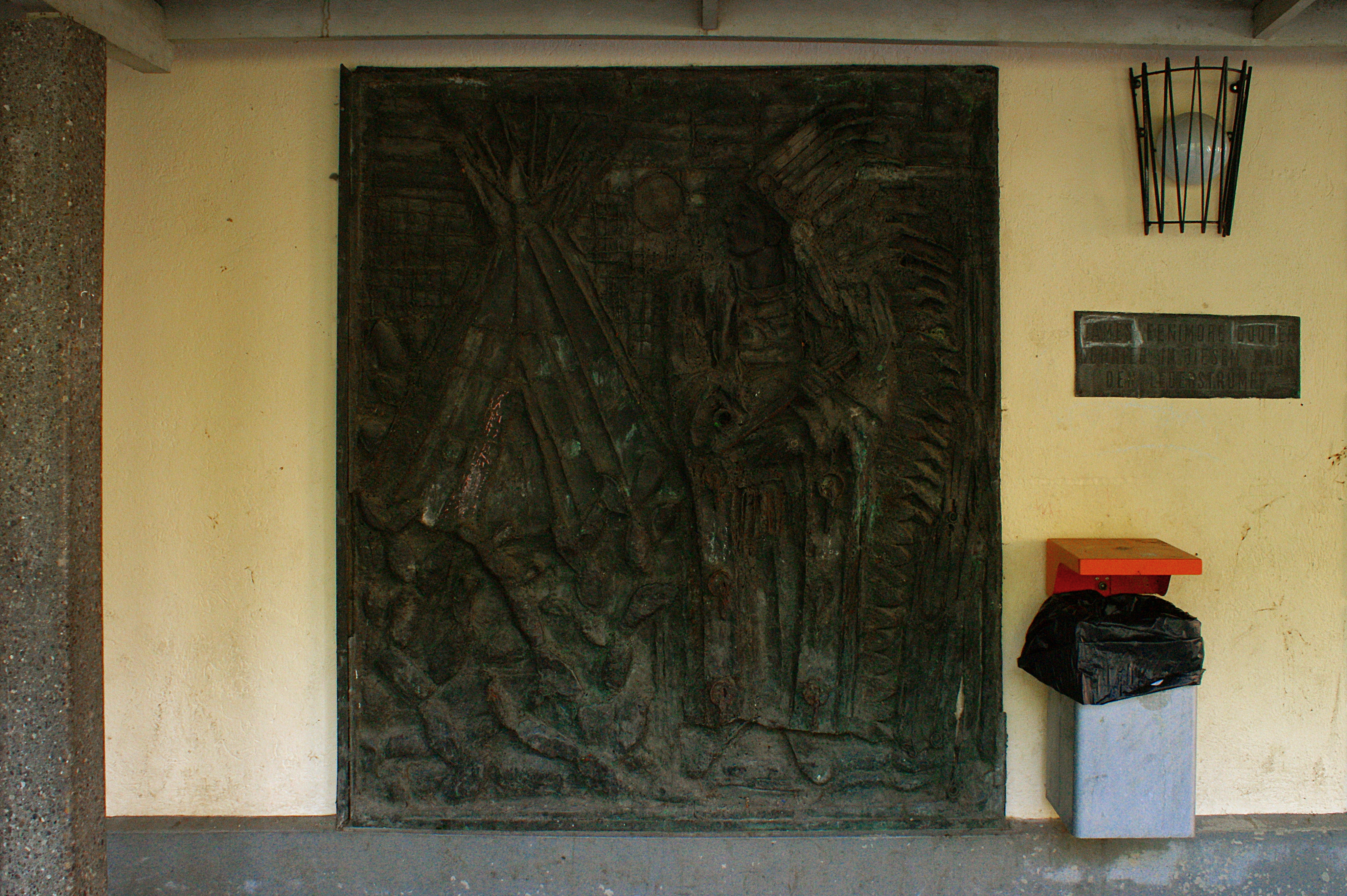
Lederstrumpf (1959).

Peintre surréaliste et primitiviste, il rejoint en 1933 le Gruppe 33, une association d'artistes anti-fascistes de Bâle. Il expose alors en 1935 et 1936 des œuvres surréalistes à Copenhague. En 1935, il épouse la peintre chilienne Graziella Aranis (1906-1996).
En 1940, la Deuxième Guerre mondiale le contraint à rentrer en Suisse. Une grande partie de ses œuvres d’artiste est alors volée ou détruite, mais sa collection est bloquée par les douanes françaises et conservée intacte. À la fin de la guerre, il parvient à la récupérer et finit par en faire don, à partir de 1985, en plusieurs phases, à la ville de Lugano où elle est depuis conservée au Museo delle Culture.